# Chaetonotus bifidispinosus
Chaetonotus bifidispinosus är en djurart som tillhör fylumet bukhårsdjur, och som beskrevs av Tretyakova 1991. Chaetonotus bifidispinosus ingår i släktet Chaetonotus och familjen Chaetonotidae. Inga underarter finns listade i Catalogue of Life.